# Liste der Deutschen Meister im Marathonlauf
In der Leichtathletikdisziplin des Marathonlaufs werden deutsche Meister eigentlich erst seit 1925 ermittelt. Seit 1898 gab es allerdings eine Veranstaltung, die als Deutscher Marathonlauf ausgeschrieben wurde und die ab 1905 mit Ausnahme von 1909 sowie der Kriegsjahre von 1914 bis 1918 und dem Jahr 1919 alljährlich stattfand. Die Resultate sind hier wegen der Bedeutung dieser Veranstaltung mit aufgeführt.

## Deutsche Marathonmeisterschaften bis 1948
Die beiden Marathonläufe in Leipzig, die 1897 und 1898 ausgetragen wurden, waren die ersten auf deutschem Boden. Der zweite von ihnen wurde als Deutscher Marathonlauf ausgeschrieben. Die nächste Austragung erfolgte erst 1905. Da die exakte Strecke für einen Marathon erst 1921 endgültig festgelegt wurde, verliefen die Deutschen Marathonläufe vor dem Ersten Weltkrieg in der Regel auf einer etwas kürzeren Strecke.
1925 beschloss die Wahlversammlung der Deutschen Sportbehörde für Leichtathletik (Vorläuferorganisation des Deutschen Leichtathletik-Verbands), die Veranstaltung in eine Deutsche Meisterschaft umzuwandeln, nachdem die Strecke bis dahin nicht offiziell zum Meisterschaftsprogramm gehört hatte. Diese erste Deutsche Meisterschaft im Marathonlauf führte am 6. September 1925 von Halle nach Leipzig.
Die Stadt Leipzig erlebte damit kurioserweise innerhalb von acht Tagen zwei erste deutsche Marathonmeisterschaften: bereits am 30. August 1925 trug die Deutsche Turnerschaft in Leipzig die „1. Deutsche Meisterschaft der Turner im Marathonlauf“ aus. Der Hintergrund war die 1923 von der Turnerschaft verkündete und 1930 wieder aufgehobene Reinliche Scheidung zwischen Turnern und Sportlern. Die Turner missachteten dabei auch die 1921 vom Verband für Leichtathletik (IAAF) verbindlich als Marathon-Streckenlänge festgelegten 42,195 Kilometer: Die am 30. August 1925 gelaufene Strecke war nach variierenden Angaben lediglich zwischen 40 und 41,48 km lang. Weitere separate Deutsche Marathonmeisterschaften der Turner fanden 1926, 1927, 1929 und 1930 statt.
Aufgrund des Zweiten Weltkriegs fielen die Meisterschaften für den Marathonlauf in den Jahren von 1943 bis 1945 aus und wurden 1942, 1946, 1947 und 1948 auf kürzeren Strecken mit jeweils unterschiedlichen Längen ausgetragen.

## Die Jahre nach 1948
1950 wurde in der DDR eine eigene Langstreckenmeisterschaft ins Leben gerufen, zunächst über 30 Kilometer, seit 1951 über die Marathondistanz.
1975 trug der DLV, als zweiter nationaler Leichtathletikverband weltweit, erstmals eine Marathonmeisterschaft der Frauen aus. Deren Schauplatz war der Schwarzwald-Marathon, der Geschichte geschrieben hatte, weil er sich bei seiner Premiere 1968 als erster Marathonlauf weltweit für Frauen geöffnet hatte. Der DVfL folgte erst 1982 und nahm die Disziplin nun – zunächst inoffiziell und ab 1983 offiziell – ins Meisterschaftsprogramm der DDR auf, als sich abzeichnete, dass der Marathonlauf der Frauen ein fester Bestandteil der internationalen Meisterschaften und Olympischen Spiele werden würde. 1990 fanden zum letzten Mal getrennte Meisterschaften für die DDR und die Bundesrepublik Deutschland statt.

## Rahmenbedingungen
Bei der Bewertung der bei den Deutschen Meisterschaften erbrachten Leistungen spielen unterschiedliche Faktoren eine Rolle. Immer wieder wurde der Wettbewerb bis 1987 im Sommer angesetzt, was dazu führte, dass die Athleten wegen großer Hitze ihr Leistungsvermögen nicht ausschöpfen konnten. Das ist allerdings ab 1988 anders geworden. Die Konkurrenz von hochdotierten Stadtmarathons hat dazu geführt, dass die Meisterschaften für die professionellen Läufer an Attraktivität verloren haben und die deutschen Spitzenathleten häufig diese Stadtmarathons bevorzugen. Die Meisterschaften selbst wurden zur Steigerung der Attraktivität seit 2006 zwar regelmäßig im Rahmen eines der Stadtmarathons in einer deutschen Stadt durchgeführt, was jedoch nur zu einem geringen Teil den gewünschten Effekt hatte. Im Frühjahr und im Herbst werden zahlreiche Stadtmarathons im Inland – zum Beispiel Berlin-Marathon, Frankfurt-Marathon – und Ausland – zum Beispiel London-Marathon, Paris-Marathon, Boston-Marathon – mit hohen Preisgeldern angeboten. Das hat zur Folge, dass deutsche Marathonläufer diese Angebote wahrnehmen und der Stadtmarathon, in dessen Rahmen die Deutschen Marathonmeisterschaften ausgetragen werden nur, mit wenigen deutschen Spitzenläufern besetzt ist. Auch in anderen Disziplinen wie zum Beispiel dem Mehrkampf kommt es so dazu, dass nicht die wirkliche deutsche Leistungselite bei den Meisterschaften vertreten ist.

## Mannschaftswertungen
Auch Mannschaftswertungen gibt es in dieser Disziplin. Bei den Männern wurden erstmals 1933 zusätzlich Mannschaften gewertet. Bei den Frauen war dies in der Bundesrepublik Deutschland ab 1976 der Fall, dem zweiten Jahr, in dem Marathonmeisterschaften für Frauen durchgeführt wurden. 1977 gab es keine Frauenteamwertung, 1978 war das Ergebnis inoffiziell, da nur ein Verein in die Wertung kam. In der DDR gab es zusätzliche Mannschaftswertungen für die Männer in den Jahren von 1951 bis 1965. In die Wertung einer Mannschaft kamen jeweils die besten drei ihrer Läufer. In den ersten Jahren gab es dabei wie im Waldlauf/Crosslauf eine Rangfolge der Vereine nach den erreichten Plätzen der Einzelläufer. In späteren Jahren wurden wie in den Straßenläufen über andere Distanzen die Zeiten der jeweils besten drei Einzelläufer addiert.

## Deutsche Meisterschaftsrekorde
| Einzelwertungen      | Männer | 2:06:05 h | Amanal Petros (SCC Berlin)                                                  | Hannover-Marathon | 14. April 2024     |
| Einzelwertungen      | Frauen | 2:23:50 h | Domenika Mayer (LG Telis Finanz Regensburg)                                 | Hannover-Marathon | 14. April 2024     |
| Mannschaftswertungen | Männer | 6:49:15 h | LAC Quelle Fürth/München (Carsten Eich, Michal Hass, Habib Boukechab)       | Hamburg-Marathon  | 29. September 1999 |
| Mannschaftswertungen | Frauen | 8:16:03 h | Leichtathletikclub Kronshagen (Julia Kümpers, Nicole Adler, Christin Adler) | Hannover-Marathon | 14. April 2024     |

## Gesamtdeutsche Meister seit 1991 (DLV)
| Jahr | Ort/ Veranstaltung           | Datum         | Männer                                        | Männer                               | Frauen                                               | Frauen                               |
| Jahr | Ort/ Veranstaltung           | Datum         | Athlet                                        | Zeit [h]                             | Athletin                                             | Zeit [h]                             |
| ---- | ---------------------------- | ------------- | --------------------------------------------- | ------------------------------------ | ---------------------------------------------------- | ------------------------------------ |
| 2025 | Hannover-Marathon            | 6. April      | Samuel Fitwi Sibhatu (Silvesterlauf Trier)    | 2:06:29                              | Domenika Mayer (LG Telis Finanz Regensburg)          | 2:24:22                              |
| 2024 | Hannover-Marathon            | 14. April     | Amanal Petros (SCC Berlin)                    | 2:06:05                              | Domenika Mayer (LG Telis Finanz Regensburg)          | 2:23:50                              |
| 2023 | Köln-Marathon                | 1. Oktober    | Lorenz Baum (LAV Stadtwerke Tübingen)         | 2:15:57                              | Esther Jacobitz (Turn-Klubb zu Hannover)             | 2:37:00                              |
| 2022 | Hannover-Marathon            | 3. April      | Hendrik Pfeiffer (TV Wattenscheid 01)         | 2:10:59                              | Domenika Mayer (LG Telis Finanz Regensburg)          | 2:26:50                              |
| 2021 | München-Marathon             | 10. Oktober   | Alexander Hirschhäuser (ASC 1990 Breidenbach) | 2:18:38                              | Corinna Harrer (LG Telis Finanz Regensburg)          | 2:43:11                              |
| 2020 | Hannover                     | 26. April     | wegen der COVID-19-Pandemie abgesagt          | wegen der COVID-19-Pandemie abgesagt | wegen der COVID-19-Pandemie abgesagt                 | wegen der COVID-19-Pandemie abgesagt |
| 2019 | Düsseldorf-Marathon          | 28. April     | Tom Gröschel (TC FIKO Rostock)                | 2:13:49                              | Anja Scherl (LG Telis Finanz Regensburg)             | 2:32:56                              |
| 2018 | Düsseldorf-Marathon          | 29. April     | Tom Gröschel (TC FIKO Rostock)                | 2:15:20                              | Fabienne Amrhein (MTG Mannheim)                      | 2:32:35                              |
| 2017 | Frankfurt-Marathon           | 29. Oktober   | Arne Gabius (TherapieReha Bottwartal)         | 2:09:59                              | Katharina Heinig (LG Eintracht Frankfurt)            | 2:29:29                              |
| 2016 | Frankfurt-Marathon           | 30. Oktober   | Marcus Schöfisch (SC DHfK Leipzig)            | 2:20:12                              | Fate Tola (LG Braunschweig)                          | 2:25:42                              |
| 2015 | Frankfurt-Marathon           | 25. Oktober   | Arne Gabius (LT Haspa Marathon Hamburg)       | 2:08:33 DR                           | Lisa Hahner (run2sky.com)                            | 2:28:39                              |
| 2014 | München-Marathon             | 12. Oktober   | Tobias Schreindl (LG Passau)                  | 2:21:47                              | Steffi Volke (LG Telis Finanz Regensburg)            | 2:44:37                              |
| 2013 | München-Marathon             | 13. Oktober   | Frank Schauer (SC Magdeburg)                  | 2:18:56                              | Silke Optekamp (PSV Grün-Weiß Kassel)                | 2:41:53                              |
| 2012 | München-Marathon             | 14. Oktober   | Jan Simon Hamann (USC Bochum)                 | 2:19:46                              | Susanne Hahn (SV Schlau.com Saar 05 Saarbrücken)     | 2:32:11                              |
| 2011 | Hamburg-Marathon             | 22. Mai       | Stefan Koch (LG Braunschweig)                 | 2:20:39                              | Steffi Volke (LG Telis Finanz Regensburg)            | 2:51:23                              |
| 2010 | Gutenberg-Marathon Mainz     | 9. Mai        | Dennis Pyka (LG Telis Finanz Regensburg)      | 2:20:09                              | Bernadette Pichlmaier (LAG Mittlere Isar)            | 2:40:58                              |
| 2009 | Gutenberg-Marathon Mainz     | 10. Mai       | Stefan Koch (LG Braunschweig)                 | 2:20:34                              | Bernadette Pichlmaier (LAG Mittlere Isar)            | 2:38:44                              |
| 2008 | Gutenberg-Marathon Mainz     | 4. Mai        | Martin Beckmann (LG Leinfelden-Echterdingen)  | 2:18:28                              | Susanne Hahn (SV Schlau.com Saar 05 Saarbrücken)     | 2:29:33                              |
| 2007 | Gutenberg-Marathon Mainz     | 6. Mai        | Philipp Büttner (TSV Friedberg-Fauerbach)     | 2:20:27                              | Ilona Pfeiffer (LC Solbad Ravensberg)                | 2:46:13                              |
| 2006 | München-Marathon             | 8. Oktober    | Matthias Körner (SC DHfK Leipzig)             | 2:21:55                              | Carmen Siewert (Greifswalder SV 04)                  | 2:47:22                              |
| 2005 | Regensburg                   | 8. Mai        | Dirk Nürnberger (SC DHfK Leipzig)             | 2:22:48                              | Monika Schuri (LG Wehringen)                         | 2:39:17                              |
| 2004 | Hannover-Marathon            | 2. Mai        | Stephan Freigang (SC DHfK Leipzig)            | 2:14:02                              | Ines Cronjäger (LG Hannover)                         | 2:41:10                              |
| 2003 | Rhein-Ruhr-Marathon Duisburg | 1. Juni       | Michael Fietz (TV Wattenscheid 01)            | 2:23;15                              | Sylvia Renz (OSC Berlin)                             | 2:41:57                              |
| 2002 | Berlin-Marathon              | 7. Juli       | Martin Beckmann (LG Leinfelden-Echterdingen)  | 2:16:07                              | Kathrin Weßel, geb. Ullrich (SCC Berlin)             | 2:36:36                              |
| 2001 | Frankfurt-Marathon           | 28. Oktober   | Michael Fietz (TV Wattenscheid 01)            | 2:16:23                              | Luminita Zaituc (LG Braunschweig)                    | 2:26:01                              |
| 2000 | Rhein-Ruhr-Marathon Duisburg | 30. April     | Matthias Körner (SC DHfK Leipzig)             | 2:20:04                              | Ines Cronjäger (LG Seesen)                           | 2:41:00                              |
| 1999 | Hamburg-Marathon             | 29. September | Carsten Eich (LAC Quelle Fürth/München)       | 2:10:22                              | Katrin Dörre-Heinig (SC DHfK Leipzig)                | 2:24:35                              |
| 1998 | Frankfurt-Marathon           | 25. Oktober   | Stephan Freigang (LC Cottbus)                 | 2:12:58                              | Claudia Dreher (TSV Bayer 04 Leverkusen)             | 2:32:35                              |
| 1997 | Regensburg                   | 4. Mai        | Dirk Nürnberger (LAC Quelle Fürth/München)    | 2:17:14                              | Petra Maak, geb. Sander (ASC Rosellen/Neuss)         | 2:43:01                              |
| 1996 | Berlin-Marathon              | 29. September | Steffen Dittmann (LC Solbad Ravensberg)       | 2:16:00                              | Claudia Lokar, geb. Borgschulze (TV Wattenscheid 01) | 2:28:17                              |
| 1995 | Hamburg-Marathon             | 30. April     | Konrad Dobler (SVO Germaringen)               | 2:12:57                              | Romy Lindner (LAC Chemnitz)                          | 2:37:19                              |
| 1994 | Frankfurt-Marathon           | 23. Oktober   | Stephan Freigang (LC Cottbus)                 | 2:16:35                              | Kathrin Weßel, geb. Ullrich (OSC Berlin)             | 2:36:29                              |
| 1993 | Hannover-Marathon            | 18. April     | Kurt Stenzel (ASC Darmstadt)                  | 2:13:25                              | Birgit Jerschabek (LG Sieg)                          | 2:30:34                              |
| 1992 | Herxheim                     | 19. September | Thomas Ertl (TSV Burghaslach)                 | 2:21:26                              | Manuela Veith (TV Bodenheim)                         | 2:46:33                              |
| 1991 | Oelde                        | 27. April     | Thomas Ertl (TSV Burghaslach)                 | 2:20:30                              | Sigrid Wulsch (LG Menden)                            | 2:48:28                              |

## Meister in derBundesrepublik Deutschlandbzw. derTrizonevon 1948 bis 1990 (DLV)
| Jahr | Ort/ Veranstaltung             | Datum                     | Männer                                      | Männer    | Frauen                                                     | Frauen                                                     |
| Jahr | Ort/ Veranstaltung             | Datum                     | Athlet                                      | Zeit [h]  | Athletin                                                   | Zeit [h]                                                   |
| ---- | ------------------------------ | ------------------------- | ------------------------------------------- | --------- | ---------------------------------------------------------- | ---------------------------------------------------------- |
| 1990 | Rotkreuz-Marathon Karlsruhe    | 7. Okt.                   | Josef Oefele (LAC München)                  | 2:16:54   | Gabriela Wolf (LG Olympia Dortmund)                        | 2:36:47                                                    |
| 1989 | Kandel                         | 15. Okt.                  | Uwe Hartmann (VfL Waldkraiburg)             | 2:15:20   | Birgit Lennartz (ASV Sankt Augustin)                       | 2:41:23                                                    |
| 1988 | Hamburg-Marathon               | 24. Mai                   | Udo Reeh (VfL Waldkraiburg)                 | 2:14:56   | Charlotte Teske, geb. Bernhard (ASC Darmstadt)             | 2:30:23                                                    |
| 1987 | Rhein-Ruhr-Marathon Duisburg   | 12. Juli                  | Guido Dold (PTSV Jahn Freiburg)             | 2:17:52   | Monika Lövenich, geb. Greschner (DJK LC Vettweiß)          | 2:38:26                                                    |
| 1986 | Stuttgart                      | 20. April                 | Wolfgang Krüger (Gut Heil Lübeck 1876)      | 2:15:20   | Heidi Hutterer (TG Landshut)                               | 2:36:44                                                    |
| 1985 | Frankfurt-Marathon             | 19. Mai                   | Herbert Steffny (Post-SV Jahn Freiburg)     | 2:12:12   | Charlotte Teske, geb. Bernhard (ASC Darmstadt)             | 2:32:38                                                    |
| 1984 | Kandel                         | 15. April                 | Ralf Salzmann (LG Eintracht Frankfurt)      | 2:14:25   | Susanne Riermeier (LAC Quelle Fürth)                       | 2:38:13                                                    |
| 1983 | Dülmen                         | 17. April                 | Ralf Salzmann (LG Frankfurt)                | 2:15:17   | Monika Lövenich, geb. Greschner (LG Jäg'm. Bo.-Troisd.)    | 2:43:03                                                    |
| 1982 | Nürnberg                       | 17. April                 | Ralf Salzmann (LG Frankfurt)                | 2:18:45   | Monika Lövenich, geb. Greschner (LG Jäg'm. Bo.-Troisd.)    | 2:42:24                                                    |
| 1981 | Orsoy                          | 25. April                 | Ralf Salzmann (LG Frankfurt)                | 2:15:42   | Charlotte Teske, geb. Bernhard (ASC Darmstadt)             | 2:33:13 BR                                                 |
| 1980 | Waldkraiburg                   | 15. Mai                   | Ralf Salzmann (LG Frankfurt)                | 2:16:22   | Christa Vahlensieck, geb. Kofferschläger (Barmer TV)       | 2:36:47                                                    |
| 1979 | Hamburg-Neugraben              | 1. Sep.                   | Michael Spöttel (LG Kreis Verden)           | 2:20:15   | Liane Winter (VfL Wolfsburg)                               | 2:56:29                                                    |
| 1978 | Steinwiesen                    | 23. Sep.                  | Reinhard Leibold (LAC Quelle Fürth)         | 2:17:29,2 | Christa Vahlensieck, geb. Kofferschläger (Barmer TV)       | 2:38:32,8                                                  |
| 1977 | Berlin-Marathon (Separatstart) | 10. Sep.                  | Günter Mielke (VfL Wolfsburg)               | 2:15:18,3 | Christa Vahlensieck, geb. Kofferschläger (Barmer TV)       | 2:34:47,5 WBL                                              |
| 1976 | Krefeld                        | 16. Mai                   | Paul Angenvoorth (SC Bayer 05 Uerdingen)    | 2:15:56,6 | Christa Vahlensieck, geb. Kofferschläger (Barmer TV)       | 2:40:28                                                    |
| 1975 | Dülmen (M) Bräunlingen (F)     | 27. Sep. (M) 11. Okt. (F) | Günter Mielke (OSC Berlin)                  | 2:18:36   | Christa Vahlensieck, geb. Kofferschläger (Barmer TV)       | 2:45:43                                                    |
| 1974 | Husum                          | 28. Sep.                  | Anton Gorbunow (LAC Quelle Fürth)           | 2:21:50,8 | Wettbewerb für Frauen noch nicht im Meisterschaftsprogramm | Wettbewerb für Frauen noch nicht im Meisterschaftsprogramm |
| 1973 | Eschborn                       | 15. Sep.                  | Lutz Philipp (ASC Darmstadt)                | 2:24:39,8 | Wettbewerb für Frauen noch nicht im Meisterschaftsprogramm | Wettbewerb für Frauen noch nicht im Meisterschaftsprogramm |
| 1972 | Dudenhofen                     | 21. Okt.                  | Lutz Philipp (ASC Darmstadt)                | 2:16:09   | Wettbewerb für Frauen noch nicht im Meisterschaftsprogramm | Wettbewerb für Frauen noch nicht im Meisterschaftsprogramm |
| 1971 | Achern                         | 10. Juli                  | Lutz Philipp (ASC Darmstadt)                | 2:24:31,8 | Wettbewerb für Frauen noch nicht im Meisterschaftsprogramm | Wettbewerb für Frauen noch nicht im Meisterschaftsprogramm |
| 1970 | Passau                         | 29. Aug.                  | Hans Hellbach (ASC Darmstadt)               | 2:24:41,8 | Wettbewerb für Frauen noch nicht im Meisterschaftsprogramm | Wettbewerb für Frauen noch nicht im Meisterschaftsprogramm |
| 1969 | Wilhelmshaven                  | 26. Juli                  | Hubert Riesner (SCC Berlin)                 | 2:24:26,8 | Wettbewerb für Frauen noch nicht im Meisterschaftsprogramm | Wettbewerb für Frauen noch nicht im Meisterschaftsprogramm |
| 1968 | Berlin                         | 31. Aug.                  | Hubert Riesner (SCC Berlin)                 | 2:20:54,6 | Wettbewerb für Frauen noch nicht im Meisterschaftsprogramm | Wettbewerb für Frauen noch nicht im Meisterschaftsprogramm |
| 1967 | Stuttgart                      | 5. Aug.                   | Karl-Heinz Sievers (Preussen Krefeld)       | 2:23:48   | Wettbewerb für Frauen noch nicht im Meisterschaftsprogramm | Wettbewerb für Frauen noch nicht im Meisterschaftsprogramm |
| 1966 | Krefeld                        | 9. Juli                   | Karl-Heinz Sievers (Preussen Krefeld)       | 2:24:56,4 | Wettbewerb für Frauen noch nicht im Meisterschaftsprogramm | Wettbewerb für Frauen noch nicht im Meisterschaftsprogramm |
| 1965 | Duisburg                       | 7. Aug.                   | Lothar Reinshagen (VfL Eintracht Hagen)     | 2:23:38,6 | Wettbewerb für Frauen noch nicht im Meisterschaftsprogramm | Wettbewerb für Frauen noch nicht im Meisterschaftsprogramm |
| 1964 | Karlsruhe                      | 18. Juli                  | Gideon Papke (SCC Berlin)                   | 2:39:25   | Wettbewerb für Frauen noch nicht im Meisterschaftsprogramm | Wettbewerb für Frauen noch nicht im Meisterschaftsprogramm |
| 1963 | Augsburg                       | 30. Juni                  | Jürgen Wedeking (SC Dahlhausen)             | 2:28:05   | Wettbewerb für Frauen noch nicht im Meisterschaftsprogramm | Wettbewerb für Frauen noch nicht im Meisterschaftsprogramm |
| 1962 | Altenrath                      | 30. Juni                  | Werner Zylka (Barmer TV)                    | 2:36:37,6 | Wettbewerb für Frauen noch nicht im Meisterschaftsprogramm | Wettbewerb für Frauen noch nicht im Meisterschaftsprogramm |
| 1961 | Düsseldorf                     | 29. Juli                  | Jürgen Wedeking (VfL Wolfsburg)             | 2:28:27,0 | Wettbewerb für Frauen noch nicht im Meisterschaftsprogramm | Wettbewerb für Frauen noch nicht im Meisterschaftsprogramm |
| 1960 | Celle                          | 2. Okt.                   | Jürgen Wedeking (VfL Wolfsburg)             | 2:29:16   | Wettbewerb für Frauen noch nicht im Meisterschaftsprogramm | Wettbewerb für Frauen noch nicht im Meisterschaftsprogramm |
| 1959 | Delmenhorst                    | 15. Aug.                  | Gustav Disse (SC Dahlhausen)                | 2:28:45,6 | Wettbewerb für Frauen noch nicht im Meisterschaftsprogramm | Wettbewerb für Frauen noch nicht im Meisterschaftsprogramm |
| 1958 | Rottach-Egern                  | 5. Okt.                   | Jürgen Wedeking (TSR Olympia Wilhelmshaven) | 2:26:08,2 | Wettbewerb für Frauen noch nicht im Meisterschaftsprogramm | Wettbewerb für Frauen noch nicht im Meisterschaftsprogramm |
| 1957 | Düsseldorf                     | 17. Aug.                  | Gustav Disse (SC Dahlhausen)                | 2:31:08,8 | Wettbewerb für Frauen noch nicht im Meisterschaftsprogramm | Wettbewerb für Frauen noch nicht im Meisterschaftsprogramm |
| 1956 | Berlin                         | 18. Aug.                  | Gustav Disse (SC Dahlhausen)                | 2:32:23,2 | Wettbewerb für Frauen noch nicht im Meisterschaftsprogramm | Wettbewerb für Frauen noch nicht im Meisterschaftsprogramm |
| 1955 | Frankfurt/M.                   | 6. Aug.                   | Hans Vollbach (ASV Köln)                    | 2:41:00   | Wettbewerb für Frauen noch nicht im Meisterschaftsprogramm | Wettbewerb für Frauen noch nicht im Meisterschaftsprogramm |
| 1954 | Leverkusen                     | 24. Juli                  | Hans Vollbach (TSV Bayer 04 Leverkusen)     | 2:38:44,4 | Wettbewerb für Frauen noch nicht im Meisterschaftsprogramm | Wettbewerb für Frauen noch nicht im Meisterschaftsprogramm |
| 1953 | Augsburg                       | 25. Juli                  | Hans Vollbach (TSV Bayer 04 Leverkusen)     | 2:54:07,0 | Wettbewerb für Frauen noch nicht im Meisterschaftsprogramm | Wettbewerb für Frauen noch nicht im Meisterschaftsprogramm |
| 1952 | Neustadt/Weinstraße            | 8. Juni                   | Ludwig Warnemünde (ETSV Altona-Eidelstedt)  | 2:32:57   | Wettbewerb für Frauen noch nicht im Meisterschaftsprogramm | Wettbewerb für Frauen noch nicht im Meisterschaftsprogramm |
| 1951 | Düsseldorf                     | 28. Juli                  | Wilfried Hogrefe (TK Hannover)              | 2:46:06   | Wettbewerb für Frauen noch nicht im Meisterschaftsprogramm | Wettbewerb für Frauen noch nicht im Meisterschaftsprogramm |
| 1950 | Stuttgart                      | 5. Aug.                   | Wilfried Hogrefe (Eintracht Hannover)       | 2:46:48   | Wettbewerb für Frauen noch nicht im Meisterschaftsprogramm | Wettbewerb für Frauen noch nicht im Meisterschaftsprogramm |
| 1949 | Bremen                         | 6. Aug.                   | Wilhelm Bürklein (Reichsbahn SV Stuttgart)  | 2:53:10,8 | Wettbewerb für Frauen noch nicht im Meisterschaftsprogramm | Wettbewerb für Frauen noch nicht im Meisterschaftsprogramm |
| 1948 | Hamburg – 30 km                | 19. Sep.                  | Josef Legge (VfL Bochum)                    | 1:46:50,2 | Wettbewerb für Frauen noch nicht im Meisterschaftsprogramm | Wettbewerb für Frauen noch nicht im Meisterschaftsprogramm |

## Meister in derDDRbzw. derSBZvon 1951 bis 1990 (DVfL)
| Jahr | Ort/ Veranstaltung       | Datum         | Männer                                      | Männer    | Frauen                                                     | Frauen                                                     |
| Jahr | Ort/ Veranstaltung       | Datum         | Athlet                                      | Zeit [h]  | Athletin                                                   | Zeit [h]                                                   |
| ---- | ------------------------ | ------------- | ------------------------------------------- | --------- | ---------------------------------------------------------- | ---------------------------------------------------------- |
| 1990 | Leipzig-Marathon         | 16. Juni      | Klaus Goldammer (TSC Berlin)                | 2:25:05   | Andrea Fleischer (SC Motor Jena)                           | 2:41:59                                                    |
| 1989 | Neubrandenburg           | 23. Juli      | Steffen Dittmann (ASK Vorwärts Potsdam)     | 2:21:04   | Annette Fincke (SC Magdeburg)                              | 2:43:41                                                    |
| 1988 | Eisenhüttenstadt         | 16. Oktober   | Rainer Wachenbrunner (SC Dynamo Berlin)     | 2:17:19,6 | Andrea Fleischer (SC Motor Jena)                           | 2:49:50,1                                                  |
| 1987 | Leipzig-Marathon         | 20. Juni      | Michael Heilmann (TSC Berlin)               | 2:14:17   | Uta Pippig (ASK Vorwärts Potsdam)                          | 2:30:50                                                    |
| 1986 | Leipzig-Marathon         | 22. Juni      | Uwe Koch (ASK Vorwärts Potsdam)             | 2:17:04   | Uta Pippig (ASK Vorwärts Potsdam)                          | 2:37:56                                                    |
| 1985 | Leipzig-Marathon         | 22. Juni      | Jörg Peter (SC Einheit Dresden)             | 2:12:43   | Birgit Weinhold (SC Motor Jena)                            | 2:32:48                                                    |
| 1984 | Weißwasser               | 7. Oktober    | Frank Konzack (SC Cottbus)                  | 2:18:50   | Uta Möckel (SC Motor Jena)                                 | 2:42:30                                                    |
| 1983 | Karl-Marx-Stadt/Chemnitz | 3. September  | Stephan Seidemann (Motor Teltow)            | 2:21:43,8 | Gabriele Meinel (SC Cottbus)                               | 2:41:29,9                                                  |
| 1982 | Dresden                  | 30. Juni      | Waldemar Cierpinski (SC Chemie Halle)       | 2:12:59   | Katrin Dörre (SC DHfK Leipzig) – inoffiziell               | 2:43:15                                                    |
| 1981 | Berlin-Wuhlheide         | 18. Jul       | Matthias Böckler (SC Chemie Halle)          | 2:17:40   | Wettbewerb für Frauen noch nicht im Meisterschaftsprogramm | Wettbewerb für Frauen noch nicht im Meisterschaftsprogramm |
| 1980 | Eisenhüttenstadt         | 31. Mai       | Martin Schröder (SC Magdeburg)              | 2:16:17   | Wettbewerb für Frauen noch nicht im Meisterschaftsprogramm | Wettbewerb für Frauen noch nicht im Meisterschaftsprogramm |
| 1979 | Leipzig                  | 7. Juli       | Hans-Joachim Truppel (SC Motor Jena)        | 2:20:02   | Wettbewerb für Frauen noch nicht im Meisterschaftsprogramm | Wettbewerb für Frauen noch nicht im Meisterschaftsprogramm |
| 1978 | Boxberg                  | 24. Juni      | Waldemar Cierpinski (SC Chemie Halle)       | 2:14:57,4 | Wettbewerb für Frauen noch nicht im Meisterschaftsprogramm | Wettbewerb für Frauen noch nicht im Meisterschaftsprogramm |
| 1977 | Weinböhla                | 3. September  | Holger Runge (SG Dynamo Halle-Süd)          | 2:28:33,7 | Wettbewerb für Frauen noch nicht im Meisterschaftsprogramm | Wettbewerb für Frauen noch nicht im Meisterschaftsprogramm |
| 1976 | Karl-Marx-Stadt/Chemnitz | 5. August     | Karl-Heinz Baumbach (SC DHfK Leipzig)       | 2:18:14   | Wettbewerb für Frauen noch nicht im Meisterschaftsprogramm | Wettbewerb für Frauen noch nicht im Meisterschaftsprogramm |
| 1975 | Dresden                  | 30. August    | Hans-Joachim Truppel (SC Motor Jena)        | 2:18:50,0 | Wettbewerb für Frauen noch nicht im Meisterschaftsprogramm | Wettbewerb für Frauen noch nicht im Meisterschaftsprogramm |
| 1974 | Weinböhla                | 14. Juli      | Bernd Arnhold (SC Chemie Halle)             | 2:16:13,2 | Wettbewerb für Frauen noch nicht im Meisterschaftsprogramm | Wettbewerb für Frauen noch nicht im Meisterschaftsprogramm |
| 1973 | Magdeburg                | 1. September  | Hans-Joachim Truppel (SC Motor Jena)        | 2:17:09,4 | Wettbewerb für Frauen noch nicht im Meisterschaftsprogramm | Wettbewerb für Frauen noch nicht im Meisterschaftsprogramm |
| 1972 | Cottbus                  | 2. Juli       | Jürgen Busch (ASK Vorwärts Potsdam)         | 2:16:40,2 | Wettbewerb für Frauen noch nicht im Meisterschaftsprogramm | Wettbewerb für Frauen noch nicht im Meisterschaftsprogramm |
| 1971 | Leipzig                  | 29. Juni      | Jürgen Vesper (SC Dynamo Berlin)            | 2:24:17,4 | Wettbewerb für Frauen noch nicht im Meisterschaftsprogramm | Wettbewerb für Frauen noch nicht im Meisterschaftsprogramm |
| 1970 | Leegebruch               | 29. August    | Hans-Joachim Truppel (SC Motor Jena)        | 2:20:15,4 | Wettbewerb für Frauen noch nicht im Meisterschaftsprogramm | Wettbewerb für Frauen noch nicht im Meisterschaftsprogramm |
| 1969 | Berlin                   | 10. August    | Steffen Gottert (ASK Vorwärts Potsdam)      | 2:27:29,4 | Wettbewerb für Frauen noch nicht im Meisterschaftsprogramm | Wettbewerb für Frauen noch nicht im Meisterschaftsprogramm |
| 1968 | Erfurt                   | 10. August    | Paul Krebs (ASK Vorwärts Potsdam)           | 2:24:17,8 | Wettbewerb für Frauen noch nicht im Meisterschaftsprogramm | Wettbewerb für Frauen noch nicht im Meisterschaftsprogramm |
| 1967 | Halle (Saale)            | 29. Juli      | Jürgen Busch (ASK Vorwärts Potsdam)         | 2:24:15,2 | Wettbewerb für Frauen noch nicht im Meisterschaftsprogramm | Wettbewerb für Frauen noch nicht im Meisterschaftsprogramm |
| 1966 | Jena                     | 21. Juli      | Gerhard Lange (SC Traktor Schwerin)         | 2:17:23,2 | Wettbewerb für Frauen noch nicht im Meisterschaftsprogramm | Wettbewerb für Frauen noch nicht im Meisterschaftsprogramm |
| 1965 | Cottbus                  | 8. August     | Gerhard Hönicke (SC Karl-Marx-Stadt)        | 2:21:32,6 | Wettbewerb für Frauen noch nicht im Meisterschaftsprogramm | Wettbewerb für Frauen noch nicht im Meisterschaftsprogramm |
| 1964 | Jena                     | 12. Juli      | Gerhard Hönicke (SC Karl-Marx-Stadt)        | 2:19:52,0 | Wettbewerb für Frauen noch nicht im Meisterschaftsprogramm | Wettbewerb für Frauen noch nicht im Meisterschaftsprogramm |
| 1963 | Bad Saarow               | 22. September | Heinrich Hagen (HSG Wissenschaft Rostock)   | 2:24:50,0 | Wettbewerb für Frauen noch nicht im Meisterschaftsprogramm | Wettbewerb für Frauen noch nicht im Meisterschaftsprogramm |
| 1962 | Wernigerode              | 14. Oktober   | Gerhard Hönicke (SC Wismut Karl-Marx-Stadt) | 2:25:19,8 | Wettbewerb für Frauen noch nicht im Meisterschaftsprogramm | Wettbewerb für Frauen noch nicht im Meisterschaftsprogramm |
| 1961 | Meiningen                | 3. September  | Bruno Bartholome (ASK Vorwärts Berlin)      | 2:30:24   | Wettbewerb für Frauen noch nicht im Meisterschaftsprogramm | Wettbewerb für Frauen noch nicht im Meisterschaftsprogramm |
| 1960 | Dresden                  | 18. Juni      | Günter Havenstein (ASK Vorwärts Berlin)     | 2:37:54,6 | Wettbewerb für Frauen noch nicht im Meisterschaftsprogramm | Wettbewerb für Frauen noch nicht im Meisterschaftsprogramm |
| 1959 | Leipzig                  | 15. August    | Bruno Bartholome (ASK Vorwärts Berlin)      | 2:29:34,8 | Wettbewerb für Frauen noch nicht im Meisterschaftsprogramm | Wettbewerb für Frauen noch nicht im Meisterschaftsprogramm |
| 1958 | Templin                  | 14. September | Lothar Beckert (ASK Vorwärts Berlin)        | 2:29:57,6 | Wettbewerb für Frauen noch nicht im Meisterschaftsprogramm | Wettbewerb für Frauen noch nicht im Meisterschaftsprogramm |
| 1957 | Leipzig                  | 30. Juni      | Bruno Bartholome (ASK Vorwärts Berlin)      | 2:43:04,0 | Wettbewerb für Frauen noch nicht im Meisterschaftsprogramm | Wettbewerb für Frauen noch nicht im Meisterschaftsprogramm |
| 1956 | Demmin                   | 2. September  | Siegfried Meyer (Einheit NO Berlin)         | 2:33:15,0 | Wettbewerb für Frauen noch nicht im Meisterschaftsprogramm | Wettbewerb für Frauen noch nicht im Meisterschaftsprogramm |
| 1955 | Leipzig                  | 18. September | Kurt Hartung (SC Dynamo Berlin)             | 2:31:24,6 | Wettbewerb für Frauen noch nicht im Meisterschaftsprogramm | Wettbewerb für Frauen noch nicht im Meisterschaftsprogramm |
| 1954 | Potsdam                  | 25. Juli      | Siegfried Meyer (Einheit NO Berlin)         | 2:38_09   | Wettbewerb für Frauen noch nicht im Meisterschaftsprogramm | Wettbewerb für Frauen noch nicht im Meisterschaftsprogramm |
| 1953 | Leipzig                  | 19. Juli      | Gerhard Heber (Motor Meerane)               | 2:39:24   | Wettbewerb für Frauen noch nicht im Meisterschaftsprogramm | Wettbewerb für Frauen noch nicht im Meisterschaftsprogramm |
| 1952 | Potsdam                  | 20. Juli      | Arthur Frisch (Einheit NO Berlin)           | 2:32:00   | Wettbewerb für Frauen noch nicht im Meisterschaftsprogramm | Wettbewerb für Frauen noch nicht im Meisterschaftsprogramm |
| 1951 | Leipzig                  | 15. September | Horst Werner (Einheit NO Berlin)            | 2:51:44,6 | Wettbewerb für Frauen noch nicht im Meisterschaftsprogramm | Wettbewerb für Frauen noch nicht im Meisterschaftsprogramm |

## Deutsche Meister 1925 bis 1947 (DLV)
In diesen Jahren wurde der Marathonlauf nur für Männer ausgetragen.
| Jahr | Ort                                                | Datum                                              | Strecke                                            | Athlet                                             | Zeit [h]                                           |
| ---- | -------------------------------------------------- | -------------------------------------------------- | -------------------------------------------------- | -------------------------------------------------- | -------------------------------------------------- |
| 1947 | Braunschweig                                       | 21. September                                      | 20 km                                              | Josef Legge (VfL Bochum)                           | 1:09:28                                            |
| 1946 | Braunschweig                                       | 29. September                                      | 20 km                                              | Wilhelm Borns (FSV Frankfurt)                      | 1:09:36                                            |
| 1945 | kriegsbedingt keine Meisterschaften                | kriegsbedingt keine Meisterschaften                | kriegsbedingt keine Meisterschaften                | kriegsbedingt keine Meisterschaften                | kriegsbedingt keine Meisterschaften                |
| 1944 | kriegsbedingt keine Meisterschaften                | kriegsbedingt keine Meisterschaften                | kriegsbedingt keine Meisterschaften                | kriegsbedingt keine Meisterschaften                | kriegsbedingt keine Meisterschaften                |
| 1943 | längste Laufstrecke dieser Meisterschaften: 5000 m | längste Laufstrecke dieser Meisterschaften: 5000 m | längste Laufstrecke dieser Meisterschaften: 5000 m | längste Laufstrecke dieser Meisterschaften: 5000 m | längste Laufstrecke dieser Meisterschaften: 5000 m |
| 1942 | Berlin                                             | 30. August                                         | 30 km                                              | Ernst Weber (Luftwaffen SV Berlin)                 | 1:48:33,6                                          |
| 1941 | Berlin                                             | 24. August                                         | 42,195 km                                          | Wilhelm Borgsen (Polizei SV Berlin)                | 2:33:30,8                                          |
| 1940 | Berlin                                             | 18. August                                         | 42,195 km                                          | Erich Puch (VfL Potsdamer Sportfreunde)            | 2:35:04                                            |
| 1939 | Leipzig                                            | 30. Juli                                           | 42,195 km                                          | Ernst Weber (Luftwaffen SV Berlin)                 | 2:47:19,2                                          |
| 1938 | Breslau                                            | 30. Juli                                           | 42,195 km                                          | Eugen Bertsch (Reichsbahn- und Post-SG Stuttgart)  | 2:37:25                                            |
| 1937 | Berlin                                             | 25. Juli                                           | 42,195 km                                          | Werner Gnädig (SV Ullstein Berlin)                 | 2:46:44,2                                          |
| 1936 | Berlin                                             | 21. Juni                                           | 42,195 km                                          | Franz Barsicke (PSG Stephan Breslau)               | 2:51:22,2                                          |
| 1935 | Berlin                                             | 4. August                                          | 42,195 km                                          | Heinrich Brauch (Polizei SV Berlin)                | 2:39:20                                            |
| 1934 | Nürnberg                                           | 28. Juli                                           | 41,085 km                                          | Heinrich Brauch (Polizei SV Berlin)                | 2:36:12,0                                          |
| 1933 | Köln                                               | 13. August                                         | 42,195 km                                          | Heinrich Brauch (SV Osram Berlin)                  | 2:35:46,0                                          |
| 1932 | Hannover                                           | 3. Juli                                            | 42,195 km                                          | Heinrich Brauch (Polizei SV Berlin)                | 2:41:34,8                                          |
| 1931 | Berlin                                             | 1. August                                          | 42,195 km                                          | Paul de Bruyn (Berliner SC)                        | 2:47:19,3                                          |
| 1930 | Berlin                                             | 3. August                                          | 42,195 km                                          | Erich Geisler (SCC Berlin)                         | 2:50:21,2                                          |
| 1929 | Breslau                                            | 21. Juli                                           | 42,195 km                                          | Franz Wanderer (VfL Potsdamer Sportfreunde)        | 3:07:15,8                                          |
| 1928 | Düsseldorf                                         | 15. Juli                                           | 42,195 km                                          | Franz Wanderer (VfL Potsdamer Sportfreunde)        | 2:48:57                                            |
| 1927 | Breslau                                            | 7. August                                          | 42,195 km                                          | Franz Wanderer (VfL Potsdamer Sportfreunde)        | 2:58:30,0                                          |
| 1926 | Braunschweig                                       | 22. August                                         | 42,195 km                                          | Artur Reichmann (Sportfreunde Siegen)              | 2:41:12,0                                          |
| 1925 | Leipzig                                            | 6. September                                       | 42,195 km                                          | Paul Hempel (SCC Berlin)                           | 2:48:25,5                                          |

## Sieger des Deutschen Marathonlauf von 1898 bis 1924 (DLV)
In diesen Jahren wurde der Marathonlauf nur für Männer ausgetragen.
| Jahr | Ort                                 | Datum                               | Strecke                             | Athlet                                 | Zeit [h]                            |
| ---- | ----------------------------------- | ----------------------------------- | ----------------------------------- | -------------------------------------- | ----------------------------------- |
| 1924 | Berlin                              | 26. Juli                            | 42,195 km                           | Paul Hempel (SCC Berlin)               | 2:47:05,2                           |
| 1923 | Berlin                              | 28. Juli                            | 42,195 km                           | Paul Hempel (SCC Berlin)               | 2:52:22,3                           |
| 1922 | Berlin                              | 2. Juli                             | 42,195 km                           | Max Wils (Berliner AK 07)              | 2:58:44,4                           |
| 1921 | Berlin                              | 17. Juli                            | 42,195 km                           | Max Wils (Berliner AK 07)              | 3:11:21,8                           |
| 1920 | Berlin                              | 25. Juli                            | 42,195 km                           | Max Wils (ASC Marathon Berlin)         | 2:51:49,2                           |
| 1919 | Marathonlauf nicht ausgetragen      | Marathonlauf nicht ausgetragen      | Marathonlauf nicht ausgetragen      | Marathonlauf nicht ausgetragen         | Marathonlauf nicht ausgetragen      |
| 1918 | Marathonlauf nicht ausgetragen      | Marathonlauf nicht ausgetragen      | Marathonlauf nicht ausgetragen      | Marathonlauf nicht ausgetragen         | Marathonlauf nicht ausgetragen      |
| 1917 | Marathonlauf nicht ausgetragen      | Marathonlauf nicht ausgetragen      | Marathonlauf nicht ausgetragen      | Marathonlauf nicht ausgetragen         | Marathonlauf nicht ausgetragen      |
| 1916 | Marathonlauf nicht ausgetragen      | Marathonlauf nicht ausgetragen      | Marathonlauf nicht ausgetragen      | Marathonlauf nicht ausgetragen         | Marathonlauf nicht ausgetragen      |
| 1915 | Marathonlauf nicht ausgetragen      | Marathonlauf nicht ausgetragen      | Marathonlauf nicht ausgetragen      | Marathonlauf nicht ausgetragen         | Marathonlauf nicht ausgetragen      |
| 1914 | kriegsbedingt keine Meisterschaften | kriegsbedingt keine Meisterschaften | kriegsbedingt keine Meisterschaften | kriegsbedingt keine Meisterschaften    | kriegsbedingt keine Meisterschaften |
| 1913 | Berlin                              | 26. Oktober                         | 40,2 km                             | Hermann Lüdecke (Mittweida)            | 2:34:12,2                           |
| 1912 | Berlin                              | 3. November                         | 42 km                               | Johannes Christensen ()                | 2:48:55,5                           |
| 1911 | Frankfurt/M.                        | 13. August                          | 40 km                               | Max Wils (ASC Marathon Berlin)         | 2:45:17,1                           |
| 1910 | Frankfurt/M.                        | 13 Juni                             | 42,195 km                           | Julius Rieß (Berliner Sport-Club)      | 2:49:13,8                           |
| 1909 | Marathonlauf nicht ausgetragen      | Marathonlauf nicht ausgetragen      | Marathonlauf nicht ausgetragen      | Marathonlauf nicht ausgetragen         | Marathonlauf nicht ausgetragen      |
| 1908 | Berlin                              | 20. Mai                             | k. A.                               | Paul Nettelbeck (SC Charlottenburg)    | 3:10:00                             |
| 1907 | Berlin                              | 20. Mai                             | 40 km                               | Johannes Böge (SC Komet Berlin)        | 2:40:30                             |
| 1906 | Berlin                              | 15. April                           | 40 km                               | Max Jurischka (ASC Marathon Berlin)    | 3:02:15,1                           |
| 1905 | Berlin                              | 9. April                            | 40 km                               | Robert Petermann (Teutonia 99 Berlin)  | 3:05:52                             |
| 1904 | Marathonlauf nicht ausgetragen      | Marathonlauf nicht ausgetragen      | Marathonlauf nicht ausgetragen      | Marathonlauf nicht ausgetragen         | Marathonlauf nicht ausgetragen      |
| 1903 | Marathonlauf nicht ausgetragen      | Marathonlauf nicht ausgetragen      | Marathonlauf nicht ausgetragen      | Marathonlauf nicht ausgetragen         | Marathonlauf nicht ausgetragen      |
| 1902 | Marathonlauf nicht ausgetragen      | Marathonlauf nicht ausgetragen      | Marathonlauf nicht ausgetragen      | Marathonlauf nicht ausgetragen         | Marathonlauf nicht ausgetragen      |
| 1901 | Marathonlauf nicht ausgetragen      | Marathonlauf nicht ausgetragen      | Marathonlauf nicht ausgetragen      | Marathonlauf nicht ausgetragen         | Marathonlauf nicht ausgetragen      |
| 1900 | Marathonlauf nicht ausgetragen      | Marathonlauf nicht ausgetragen      | Marathonlauf nicht ausgetragen      | Marathonlauf nicht ausgetragen         | Marathonlauf nicht ausgetragen      |
| 1899 | Marathonlauf nicht ausgetragen      | Marathonlauf nicht ausgetragen      | Marathonlauf nicht ausgetragen      | Marathonlauf nicht ausgetragen         | Marathonlauf nicht ausgetragen      |
| 1898 | Leipzig                             | 3. Juli                             | 40 km                               | Arthur Techtow (Arminia-Urania Berlin) | 3:19:50                             |

## Mannschaftswertung: Gesamtdeutsche Meister seit 1991 (DLV)
| Jahr | Ort/ Veranstaltung           | Datum     | Männer                                                                          | Männer                               | Frauen                                                                               | Frauen                               |
| Jahr | Ort/ Veranstaltung           | Datum     | Verein                                                                          | Zeit [h]                             | Verein                                                                               | Zeit [h]                             |
| ---- | ---------------------------- | --------- | ------------------------------------------------------------------------------- | ------------------------------------ | ------------------------------------------------------------------------------------ | ------------------------------------ |
| 2025 | Hannover-Marathon            | 6. April  | Silvesterlauf Trier (Samuel Fitwi Sibhatu, Mathis Kaufmann, André Ramisch)      | 7:11:01                              | Lauftreff Schweich (Michelle Bauer, Pia Von Keutz, Tine Hausmann)                    | 8:41:47                              |
| 2024 | Hannover-Marathon            | 14. April | SCC Berlin (Amanal Petros, Philipp Hoffmann, Tinusch Jalilvand)                 | 7:13:06                              | Leichtathletikclub Kronshagen (Julia Kümpers, Nicole Adler, Christin Adler)          | 8:16:03                              |
| 2023 | Köln-Marathon                | 1. Okt.   | Aachener TG (Lothar Wyrwoll, Nico Fuchs, Maurice Müller)                        | 7:45:59                              | LSF Münster (Verena Vogt, Jana Kappenberg, Raija Schmidt)                            | 8:32:40                              |
| 2022 | Hannover-Marathon            | 10. Okt.  | LAUFTRAINING.com Lauffreunde (Marcus Schöfisch, Nic Ihlow, Sebastian Nitsche)   | 6:57:30                              | SCC Berlin (Rabea Schöneborn, Katja Fischer, Annika Holland)                         | 8:27:49                              |
| 2021 | München-Marathon             | 10. Okt.  | LAV Stadtwerke Tübingen (Anthony Thomsich, Timo Göhler, Matthias Koch)          | 7:35:40                              | TSV Wolfratshausen (Ulrike Greif, Rosi Habel, Carina Neubauer)                       | 11:27:37                             |
| 2020 | Hannover                     | 26. April | wegen der COVID-19-Pandemie abgesagt                                            | wegen der COVID-19-Pandemie abgesagt | wegen der COVID-19-Pandemie abgesagt                                                 | wegen der COVID-19-Pandemie abgesagt |
| 2019 | Düsseldorf-Marathon          | 28. April | LG Passau (Tobias Schreindl, Maxim Fuchs, Stephan Fruhmann)                     | 7:23:57                              | LG Telis Finanz Regensburg (Anja Scherl, Monika Heiß, Eva Haberl)                    | 8:20:53                              |
| 2018 | Düsseldorf-Marathon          | 29. April | ART Düsseldorf (Sebastian Reinwand, Philipp Baar, Andreas Straßner)             | 7:07:09                              | LG Region Landshut (Regina Högl, Miriam Zirk, Elisabeth Jensen)                      | 8:28:17                              |
| 2017 | Frankfurt-Marathon           | 29. Okt.  | ART Düsseldorf (Timo Göhler, Andreas Straßner, Paul Schmidt)                    | 7:07:09                              | Hamburger Laufladen (Annika Krull, Jana Baum, Mareile Kitzel)                        | 8:45:50                              |
| 2016 | Frankfurt-Marathon           | 30. Okt.  | Asics Team Memmert (Andreas Straßner, Sebastian Reinwand, Simon Stützel)        | 7:11:03                              | Lauf Team Haspa Marathon Hamburg (Mona Stockhecke, Denise Hoffmann, Nadine Hoffmann) | 8:33:05                              |
| 2015 | Frankfurt-Marathon           | 25. Okt.  | TSG 08 Roth (Andreas Straßner, Sebastian Reinwand, Julian Flügel)               | 6:59:41                              | LG Stadtwerke München (Bianca Meyer, Yvonne Kleiner, Anita Hörmann)                  | 8:44:15                              |
| 2014 | München-Marathon             | 12. Okt.  | LG Passau (Tobias Schreindl, Giova Gonzalez-Popoca, Marco Bscheidl)             | 7:26:57                              | LG Telis Finanz Regensburg (Steffi Volke, Monika Heiß, Julia Galuschka)              | 8:27:00                              |
| 2013 | München-Marathon             | 13. Okt.  | LG Stadtwerke München (Maximilian Meingast, Jan Müller, Patrick Hilpert)        | 7:28:03                              | SC DHfK Leipzig (Sandra Boitz, Katharina Ander, Kerstin Schier)                      | 9:09:25                              |
| 2012 | München-Marathon             | 14. Okt.  | TSV Kirchdorf (Florian Reichert, Dirk Schwarzbach, Thomas Bartholome)           | 7:31:03                              | LG Telis Finanz Regensburg (Monika Heiß, Steffi Volke, Andrea Weber)                 | 8:30:06                              |
| 2011 | Hamburg-Marathon             | 22. Mai   | Aachener TG (André Collet, Philipp Nawrocki, Stefan Schnorr)                    | 7:29:02                              | LG Telis Finanz Regensburg (Steffi Volke, Fakja Hofmann, Ulrike Mayer-Tancic)        | 8:49:07                              |
| 2010 | Gutenberg-Marathon Mainz     | 9. Mai    | Aachener TG (Philipp Nawrocki, André Collet, Stefan Schnorr)                    | 7:31:14                              | Spiridon Frankfurt (Dr. Anke Holljesiefken, Dr. Karin Schenk, Vera Martens)          | 8:50:07                              |
| 2009 | Gutenberg-Marathon Mainz     | 10. Mai   | TSV Friedberg-Fauerbach (Benedikt Heil, Marco Diehl, Philipp Ratz)              | 7:30:33                              | Spiridon Frankfurt (Birgitt Bohn, Dr. Anke Holljesiefken, Vera Martens)              | 8:33:20                              |
| 2008 | Gutenberg-Marathon Mainz     | 4. Mai    | LG Stadtwerke München (Florian Neuschwander, André Green, Norman Feiler)        | 7:28:37                              | SV Schlau.com Saar 05 Saarbrücken (Susanne Hahn, Susanne Trenz, Ulrike Hille)        | 8:55:53                              |
| 2007 | Gutenberg-Marathon Mainz     | 6. Mai    | TSV Friedberg-Fauerbach (Philipp Büttner, Marco Diehl, Gerald Baudek)           | 7:39:25                              | LG Domspitzmilch Regensburg (Andrea Stengel, Constanze Türk, Monika Hirt)            | 8:30:35                              |
| 2006 | München-Marathon             | 8. Okt.   | SC DHFK Leipzig (Matthias Körner, Peter Müller, Holger Zander)                  | 7:27:39                              | LG Domspitzmilch Regensburg (Andrea Stengel, Monika Hirt, Cornelia Firsching)        | 8:36:15                              |
| 2005 | Regensburg                   | 8. Mai    | SC DHfK Leipzig 1 (Dirk Nürnberger, Martin Prophet, Konrad Mühmel)              | 7:21:39                              | LG Domspitzmilch Regensburg (Monika Hirt, Andrea Stengel, Gaby Schöffmann)           | 8:40:20                              |
| 2004 | Hannover-Marathon            | 2. Mai    | SC DHFK Leipzig (Stephan Freigang, Konrad Mühmel, Jürgen Wernitz)               | 7:10:30                              | LG Domspitzmilch Regensburg (Monika Hirt, Andrea Stengel, Isabella Jungfer)          | 8:46:25                              |
| 2003 | Rhein-Ruhr-Marathon Duisburg | 1. Juni   | LG Bonn/Troisdorf/Niederkassel (Dirk Nürnberger, Karsten Portner, Rolf Hollain) | 7:42:51                              | LG Domspitzmilch Regensburg (Katharina Kaufmann, Gaby Schöffmann, Natascha Leptihn)  | 8:53:32                              |
| 2002 | Berlin-Marathon              | 7. Juli   | SCC Berlin (Jirka Arndt, Ralf Preibisch, Sven Kersten)                          | 7:20:43                              | OSC Berlin (Sylvia Renz, Kerstin Preßler, Annette Wolfrom)                           | 8:31:40                              |
| 2001 | Frankfurt-Marathon           | 28. Okt.  | LG Braunschweig (Jörn Wagner, Matthias Strotmann, Robert Langfeld)              | 7:15:41                              | LG Domspitzmilch Regensburg (Dr. Ellen Schöner, Monika Hirt, Katharina Kaufmann)     | 8:29:43                              |
| 2000 | Rhein-Ruhr-Marathon Duisburg | 30. April | Korschenbroicher LC (Christian Fischer, Holger Ahrenberg, Tim Grolich)          | 7:33:40                              | LG Seesen (Ines Cronjäger, Kerstin Brünig, Karola Weiglein)                          | 8:22:43                              |
| 1999 | Hamburg-Marathon             | 29. Sept. | LAC Quelle Fürth/München (Carsten Eich, Michal Hass, Habib Boukechab)           | 6:49:15                              | OSC Berlin (Sylvia Renz, Dr. Annette Wolfrom, Birgit Sonntag)                        | 8:20:35                              |
| 1998 | Frankfurt-Marathon           | 25. Okt.  | LAC Quelle Fürth/München (Michael Hass, Habib Boukechab, Eike Loch)             | 7:09:15                              | LG Domspitzmilch Regensburg (Katharina Kaufmann, Sophie Berkmiller, Monika Hirt)     | 8:32:08                              |
| 1997 | Regensburg                   | 4. Mai    | LAC Quelle Fürth/München (Dirk Nürnberger, Eike Loch, Kurt Stenzel)             | 6:59:36                              | LG Regensburg (Katharina Kaufmann, Sophie Berkmiller, Daniela Arndt)                 | 8:26:06                              |
| 1996 | Berlin-Marathon              | 29. Sept. | SG Adelsberg (Heiko Schinkitz, Carsten Merz, Axel Petzsch)                      | 7:07:42                              | Eintracht Frankfurt (Iris Biba, Claudia Hille, Gabi Huber)                           | 8:34:46                              |
| 1995 | Hamburg-Marathon             | 30. April | LAC Quelle Fürth/München (Klaus-Peter Nabein, Dirk Nürnberger, Eike Loch)       | 6:55:29                              | ASC Rosellen/Neuss (Petra Maak – geb. Sander, Tanja Kalinowski, Ute Jenke)           | 8:20:57                              |
| 1994 | Frankfurt-Marathon           | 23. Okt.  | LC Cottbus (Stephan Freigang, Uwe Czarnofski, Dirk Schinkoreit)                 | 6:58:23                              | LC Breisgau (Sonja Ambrosy, Karin Steiger, Monika Imgraben)                          | 8:44:14                              |
| 1993 | Hannover-Marathon            | 18. April | LAC Quelle Fürth/München (Dirk Nürnberger, Eike Loch, Hans Forster)             | 7:06:37                              | LG Sieg (Birgit Jerschabek, Hildegard Mockenhaupt, Josefa Matheis)                   | 8:30:14                              |
| 1992 | Herxheim                     | 19. Sept. | LAC Quelle Fürth/München (Eike Loch, Udo Reeh, Pedro Sachssendahl)              | 7:21:15                              | LAV Bayer Uerdingen / Dormagen (Sigrid Altmeyer, Petra Sander, Petra Bauer)          | 9:08:06                              |
| 1991 | Oelde                        | 27. April | LG Frankfurt (Hans Pfisterer, Wolfgang Münzel, Volker Isigkeit)                 | 7:14:24                              | Eichenkreuz Schwaikheim (Gudrun Rüth, Hannelore Nothdurft, Claudia Müller)           | 9:25:59                              |

## Mannschaftswertung: Meister in derBundesrepublik Deutschlandbzw. derTrizonevon 1948 bis 1990 (DLV)
| Jahr | Ort/ Veranstaltung             | Datum     | Männer                                                                              | Männer              | Frauen                                                                         | Frauen                                                     |
| Jahr | Ort/ Veranstaltung             | Datum     | Verein                                                                              | Zeit [h]            | Verein                                                                         | Zeit [h]                                                   |
| ---- | ------------------------------ | --------- | ----------------------------------------------------------------------------------- | ------------------- | ------------------------------------------------------------------------------ | ---------------------------------------------------------- |
| 1990 | Rotkreuz-Marathon Karlsruhe    | 7. Okt.   | LAC Quelle Fürth (Eike Loch, Franz Hornberger, Alexander Schatz)                    | 7:01:59 h           | TV 1862 Geiselhöring (Traudl Haselbeck, Ilse Rühlemann, Heidi Neuberger)       | 9:03:39                                                    |
| 1989 | Kandel                         | 15. Okt.  | TF Feuerbach (Peter Maier, Daniel Bartsch, Andreas Söffker)                         | 7:03:36 h           | SKV Eglosheim (Sabine Kauf, Monika Bösing, Bettina Rieg)                       | 8:33:55                                                    |
| 1988 | Hamburg-Marathon               | 24. Mai   | VfL Waldkraiburg (Udo Reh, Konrad Dobler, Joachim Heim)                             | 6:48:28 h           | LAV co op Dortmund (Gabriela Wolf, Jutta Karsch, Bernadette Hudy)              | 8:12:05                                                    |
| 1987 | Rhein-Ruhr-Marathon Duisburg   | 12. Juli  | LG Frankfurt (Joachim Heim, Hans Pfisterer, Dirk Bischoff)                          | 7:05:40 h           | SKV Eglosheim (Inge Röhrnbacher, Monika Bösing, Erika Hofmann)                 | 8:25:48                                                    |
| 1986 | Stuttgart                      | 20. April | LG Frankfurt (Jürgen Dächert, Hans Pfisterer, Wolfgang Münzel)                      | 6:53:35 h           | LAV co op Dortmund (Gabriela Wolf, Bernadette Hudy, Heide Schulte)             | 8:20:42                                                    |
| 1985 | Frankfurt- Marathon            | 19. Mai   | VfL Waldkraiburg (Günter Zahn, Emmerich Huber, Peter Spahn)                         | 6:57:38 h           | LAV co op Dortmund (Christel Österling-Eilhof, Bernadette Hudy, Heide Schulte) | 8:32:31                                                    |
| 1984 | Kandel                         | 15. April | LG Frankfurt (Ralf Salzmann, Jürgen Dächert, Hans Pfisterer)                        | 6:49:48 h           | LAV co op Dortmund (Gabriela Wolf, Christel Eilhoff, Bernadette Hudy)          | 8:18:24                                                    |
| 1983 | Dülmen                         | 17. April | LAC Quelle Fürth (Gerhard Krippner, Reinhard Leibold, Günter Zahn)                  | 6:51:31 h           | LAV co op Dortmund (Gabriela Wolf, Christina Mai, Bernadette Hudy)             | 8:29:36                                                    |
| 1982 | Nürnberg                       | 17. April | LAC Quelle Fürth (Günter Zahn, Reinhard Leibold, Clemens Schneider-Strittmatter)    | 7:12:32 h           | LAV co op Dortmund (Gabriela Wolf, Bernadette Hudy, Heide Schulte)             | 8:41:38                                                    |
| 1981 | Orsoy                          | 25. April | LAC Quelle Fürth (Günter Zahn, Reinhard Leibold, Clemens Schneider-Strittmatter)    | 7:07:04 h           | VfL Wolfsburg (Liane Winter, Ursula Miehe, Renate Nowicki)                     | 9:11:32                                                    |
| 1980 | Waldkraiburg                   | 15. Mai   | LAC Quelle Fürth (Edmundo Warnke, Hans-Otto Schirmer, Reinhard Leibold)             | 7:00:00 h           | OSC Hoechst (Ursula Lauffs, Edith Schneider, Kerstin Neiser-Funke)             | 9:40:49                                                    |
| 1979 | Hamburg- Neugraben             | 1. Sept.  | LAC Quelle Fürth (Reinhard Leibold, Anton Gorbunow, Clemens Schneider-Strittmatter) | 7:09:50 h           | VfL Wolfsburg (Liane Winter, Ursula Miehe, Brigitte Jordan)                    | 9:31:19                                                    |
| 1978 | Steinwiesen                    | 23. Sept. | LAC Quelle Fürth (Reinhard Leibold, Clemens Schneider-Strittmatter, Edmundo Warnke) | 7:09:36,7 h         | TuS Iserlohn – inoffiziell (Gisela Schneider, Gertrud Lorenz, Erika Pullack)   | 9:49:23                                                    |
| 1977 | Berlin-Marathon (Separatstart) | 10. Sept. | LG Jäg'm. Bo.-Troisd. (Winfried Hellwig, Jochen Schirmer, Ludwig Haefele)           | 6:54:37,9 h         | in diesem Jahr keine Teamwertung für die Frauen                                | in diesem Jahr keine Teamwertung für die Frauen            |
| 1976 | Krefeld                        | 16. Mai   | ASC Wella Darmstadt (Karl Mann, Werner Schumann, Helmut Jesberg)                    | 7:05:52 h           | SCC Berlin (Gerda Reinke, Ursula Blaschke, Christel Heine)                     | 9:21:12                                                    |
| 1975 | Dülmen                         | 27. Sept. | LAC Quelle Fürth (Reinhard Leibold, Clemens Schneider-Strittmatter, Alfredo Blasel) | 7:18:42 h           | Wettbewerb für Frauen noch nicht im Meisterschaftsprogramm                     | Wettbewerb für Frauen noch nicht im Meisterschaftsprogramm |
| 1974 | Husum                          | 28. Sept. | ASC Wella Darmstadt (Lutz Philipp, Till Lufft, Helmut Reitz)                        | 7:17:02 h           | Wettbewerb für Frauen noch nicht im Meisterschaftsprogramm                     | Wettbewerb für Frauen noch nicht im Meisterschaftsprogramm |
| 1973 | Eschborn                       | 15. Sept. | ASC Wella Darmstadt (Lutz Philipp, Walter Weba, Karl-Heinz Pschera)                 | 7:30:29,6 h         | Wettbewerb für Frauen noch nicht im Meisterschaftsprogramm                     | Wettbewerb für Frauen noch nicht im Meisterschaftsprogramm |
| 1972 | Dudenhofen                     | 21. Okt.  | ASC Darmstadt (Lutz Philipp, Falko Will, Helmut Reitz)                              | 7:00:18 h           | Wettbewerb für Frauen noch nicht im Meisterschaftsprogramm                     | Wettbewerb für Frauen noch nicht im Meisterschaftsprogramm |
| 1971 | Achern                         | 10. Juli  | ASC Darmstadt (Lutz Philipp, Hans Hellbach, Walter Weba)                            | 7:30:36 h           | Wettbewerb für Frauen noch nicht im Meisterschaftsprogramm                     | Wettbewerb für Frauen noch nicht im Meisterschaftsprogramm |
| 1970 | Passau                         | 29. Aug.  | ASC Darmstadt (Hans Hellbach, Lutz Philipp, Walter Weba)                            | 7:23:53,8 h         | Wettbewerb für Frauen noch nicht im Meisterschaftsprogramm                     | Wettbewerb für Frauen noch nicht im Meisterschaftsprogramm |
| 1969 | Wilhelmshaven                  | 26. Juli  | SCC Berlin (Hubert Riesner, Kurt Petereit, Helmut Scheel)                           | 7:48:19 h           | Wettbewerb für Frauen noch nicht im Meisterschaftsprogramm                     | Wettbewerb für Frauen noch nicht im Meisterschaftsprogramm |
| 1968 | Berlin                         | 31. Aug.  | ASC Darmstadt (Hans Hellbach, Walter Weba, Helmut Reitz)                            | 7:28:27 h           | Wettbewerb für Frauen noch nicht im Meisterschaftsprogramm                     | Wettbewerb für Frauen noch nicht im Meisterschaftsprogramm |
| 1967 | Stuttgart                      | 5. Aug.   | SV Polizei Hamburg (Wolfgang Fricke, Joachim Ließ, Günter Bretag)                   | 7:47:29 h           | Wettbewerb für Frauen noch nicht im Meisterschaftsprogramm                     | Wettbewerb für Frauen noch nicht im Meisterschaftsprogramm |
| 1966 | Krefeld                        | 9. Juli   | Preussen Krefeld (Karl-Heinz Sievers, Karl-Heinz Speckmann, Manfred Bressel)        | 7:30:22,2 h         | Wettbewerb für Frauen noch nicht im Meisterschaftsprogramm                     | Wettbewerb für Frauen noch nicht im Meisterschaftsprogramm |
| 1965 | Duisburg                       | 7. Aug.   | VfL Eintracht Hagen (Lothar Reinshagen, Franz-Wilhelm Wiggershaus, Wilhelm Heuser)  | 7:19:37 h           | Wettbewerb für Frauen noch nicht im Meisterschaftsprogramm                     | Wettbewerb für Frauen noch nicht im Meisterschaftsprogramm |
| 1964 | Karlsruhe                      | 18. Juli  | SCC Berlin (Gideon Papke, Hermann Brecht, Franz Marowski)                           | 8:41:00 h           | Wettbewerb für Frauen noch nicht im Meisterschaftsprogramm                     | Wettbewerb für Frauen noch nicht im Meisterschaftsprogramm |
| 1963 | Augsburg                       | 30. Juni  | VfL Eintracht Hagen (Wilhelm Heuser, Lothar Reinshagen, Helmut Knobloch)            | 7:46:55 h           | Wettbewerb für Frauen noch nicht im Meisterschaftsprogramm                     | Wettbewerb für Frauen noch nicht im Meisterschaftsprogramm |
| 1962 | Altenrath                      | 30. Juni  | TSR Olympia Wilhelmshaven (Heinrich Arians, Hans-Dieter Simonsen, Wilhelm Gänßler)  | 7:38:51,4 h         | Wettbewerb für Frauen noch nicht im Meisterschaftsprogramm                     | Wettbewerb für Frauen noch nicht im Meisterschaftsprogramm |
| 1961 | Düsseldorf                     | 29. Juli  | TSR Olympia Wilhelmshaven (Heinrich Arians, Wilhelm Gänßler, Werner Lulies)         | 7:54:52,4 h         | Wettbewerb für Frauen noch nicht im Meisterschaftsprogramm                     | Wettbewerb für Frauen noch nicht im Meisterschaftsprogramm |
| 1960 | Celle                          | 2. Okt.   | TSR Olympia Wilhelmshaven (Heinrich Arians, Wilhelm Gänßler, Hans Gerdes)           | 7:40:05 h           | Wettbewerb für Frauen noch nicht im Meisterschaftsprogramm                     | Wettbewerb für Frauen noch nicht im Meisterschaftsprogramm |
| 1959 | Delmenhorst                    | 15. Aug.  | TSR Olympia Wilhelmshaven (Jürgen Wedeking, Wilhelm Gänßler, Hans Gerdes)           | 7:42:51 h           | Wettbewerb für Frauen noch nicht im Meisterschaftsprogramm                     | Wettbewerb für Frauen noch nicht im Meisterschaftsprogramm |
| 1958 | Rottach-Egern                  | 5. Okt.   | TSR Olympia Wilhelmshaven (Jürgen Wedeking, Heinrich Arians, Hans Gerdes)           | 7:38:10,8 h         | Wettbewerb für Frauen noch nicht im Meisterschaftsprogramm                     | Wettbewerb für Frauen noch nicht im Meisterschaftsprogramm |
| 1957 | Düsseldorf                     | 17. Aug.  | TUSEM Essen (Fritz Schöning, Werner Schnepp, August Blumensaat)                     | 7:51:26,6 h         | Wettbewerb für Frauen noch nicht im Meisterschaftsprogramm                     | Wettbewerb für Frauen noch nicht im Meisterschaftsprogramm |
| 1956 | Berlin                         | 18. Aug.  | SC Dahlhausen (Gustav Disse, Reinhold Hundt, August Ruttloh)                        | 8:05:14 h           | Wettbewerb für Frauen noch nicht im Meisterschaftsprogramm                     | Wettbewerb für Frauen noch nicht im Meisterschaftsprogramm |
| 1955 | Frankfurt/M.                   | 6. Aug.   | TUSEM Essen (August Blumensaat, Fritz Schöning, Günter Leifhelm)                    | 8:23:41 h           | Wettbewerb für Frauen noch nicht im Meisterschaftsprogramm                     | Wettbewerb für Frauen noch nicht im Meisterschaftsprogramm |
| 1954 | Leverkusen                     | 24. Juli  | TSV Bayer 04 Leverkusen (Hans Vollbach, Willi Wange, Klaus Köhler)                  | 8:18:16 h           | Wettbewerb für Frauen noch nicht im Meisterschaftsprogramm                     | Wettbewerb für Frauen noch nicht im Meisterschaftsprogramm |
| 1953 | Augsburg                       | 25. Juli  | TSV Bayer 04 Leverkusen (Hans Vollbach, Willy Wange, Günther Rodowski)              | 9:04:25 h           | Wettbewerb für Frauen noch nicht im Meisterschaftsprogramm                     | Wettbewerb für Frauen noch nicht im Meisterschaftsprogramm |
| 1952 | Neustadt/ Weinstraße           | 8. Juni   | TSV Bayer 04 Leverkusen (Dieter Engelhardt, Willy Wange, Hans Vollbach)             | 7:44:55 h           | Wettbewerb für Frauen noch nicht im Meisterschaftsprogramm                     | Wettbewerb für Frauen noch nicht im Meisterschaftsprogramm |
| 1951 | Düsseldorf                     | 28. Juli  | TK Hannover (Wilfried Hogrefe, Gerd von Hanu-Krüger, Günter Rodowski)               | 2:46:06 h           | Wettbewerb für Frauen noch nicht im Meisterschaftsprogramm                     | Wettbewerb für Frauen noch nicht im Meisterschaftsprogramm |
| 1950 | Stuttgart                      | 5. Aug.   | TK Hannover (Wilfried Hogrefe, Gerd von Hanu-Krüger, Günter Rodovski)               | 9:17:25 h           | Wettbewerb für Frauen noch nicht im Meisterschaftsprogramm                     | Wettbewerb für Frauen noch nicht im Meisterschaftsprogramm |
| 1949 | Bremen                         | 6. Aug.   | Reichsbahn SV Stuttgart (Wilhelm Bürklein, Karl Meyer, Schmitt)                     | 9:36:16 h           | Wettbewerb für Frauen noch nicht im Meisterschaftsprogramm                     | Wettbewerb für Frauen noch nicht im Meisterschaftsprogramm |
| 1948 | Hamburg – 30 km                | 19. Sept. | FSV Frankfurt (Wilhelm Borns, Egon Pfarr, Hans Engel)                               | 4 P (Plätze 2/8/13) | Wettbewerb für Frauen noch nicht im Meisterschaftsprogramm                     | Wettbewerb für Frauen noch nicht im Meisterschaftsprogramm |

## Mannschaftswertung: Meister in derDDRbzw. derSBZvon 1951 bis 1965 (DVfL)
| Jahr | Ort bzw. Veranstaltung | Datum         | Verein                                                                     |
| ---- | ---------------------- | ------------- | -------------------------------------------------------------------------- |
| 1965 | Cottbus                | 8. August     | SC Karl-Marx-Stadt (Gerhard Hönicke, Klaus Böttger, Christfried Schönherr) |
| 1964 | Jena                   | 12. Juli      | SC Karl-Marx-Stadt (Gerhard Hönicke, Klaus Böttger, Naumann)               |
| 1963 | Bad Saarow             | 22. September | SC Dynamo Berlin (Heinz Gericke, Eugen Fuhrmann, Siegfried Mann)           |
| 1962 | Wernigerode            | 14. Oktober   | ASK Vorwärts Berlin (Bruno Bartholome, Günter Havenstein, Gerhard Lüty)    |
| 1961 | Meiningen              | 3. September  | ASK Vorwärts Berlin (Bruno Bartholome, Günter Heinzig, Günter Havenstein)  |
| 1960 | Dresden                | 18. Juni      | ASK Vorwärts Berlin (Günter Havenstein, Günter Heinzig, Lothar Beckert)    |
| 1959 | Leipzig                | 15. August    | ASK Vorwärts Berlin (Günter Havenstein, Bruno Bartholome, Günter Heinzig)  |
| 1958 | Templin                | 14. September | ASK Vorwärts Berlin (Lothar Beckert, Günter Heinzig, Reble)                |
| 1957 | Leipzig                | 30. Juni      | SC Dynamo Berlin (Kurt Hartung, Karl Gräber, Alfred Gutte)                 |
| 1956 | Demmin                 | 2. September  | SC Dynamo Berlin (Kurt Hartung, Karl Gräber, Alfred Gutte)                 |
| 1955 | Leipzig                | 18. September | SC Dynamo Berlin (Kurt Hartung, Karl Gräber, Alfred Gutte)                 |
| 1954 | Potsdam                | 25. Juli      | BSG Einheit NO Berlin (Siegfried Meyer, Willi Agather, Horst Werner)       |
| 1953 | Leipzig                | 19. Juli      | BSG Einheit NO Berlin (Willi Agather, Horst Werner, Arthur Frisch)         |
| 1952 | Potsdam                | 20. Juli      | BSG Einheit NO Berlin (Arthur Frisch, Willi Agather, Zander)               |
| 1951 | Leipzig                | 15. September | BSG Einheit NO Berlin (Horst Werner, Willi Agather, Stück)                 |

## Mannschaftswertung: Deutsche Meister 1933 bis 1947 (DLV)
In diesen Jahren wurde der Marathonlauf nur für Männer ausgetragen.
| Jahr | Ort                                                | Datum                                              | Strecke                                            | Verein                                                                     | Ergebnis                                           |
| ---- | -------------------------------------------------- | -------------------------------------------------- | -------------------------------------------------- | -------------------------------------------------------------------------- | -------------------------------------------------- |
| 1947 | Braunschweig                                       | 21. September                                      | 20 km                                              | SG Friedrichshain Berlin (Bruno Eisenhardt, Otto Maybaum, Arthur Frisch)   | 3:35:19 h                                          |
| 1946 | Braunschweig                                       | 29. September                                      | 20 km                                              | MTV Braunschweig (Willi Mötzung, Karl-Heinz Cruschinski, Bischoff)         | 3:43:25 h                                          |
| 1945 | kriegsbedingt keine Meisterschaften                | kriegsbedingt keine Meisterschaften                | kriegsbedingt keine Meisterschaften                | kriegsbedingt keine Meisterschaften                                        | kriegsbedingt keine Meisterschaften                |
| 1944 | kriegsbedingt keine Meisterschaften                | kriegsbedingt keine Meisterschaften                | kriegsbedingt keine Meisterschaften                | kriegsbedingt keine Meisterschaften                                        | kriegsbedingt keine Meisterschaften                |
| 1943 | längste Laufstrecke dieser Meisterschaften: 5000 m | längste Laufstrecke dieser Meisterschaften: 5000 m | längste Laufstrecke dieser Meisterschaften: 5000 m | längste Laufstrecke dieser Meisterschaften: 5000 m                         | längste Laufstrecke dieser Meisterschaften: 5000 m |
| 1942 | Berlin                                             | 30. August                                         | 30 km                                              | Reichsbahn SG Stuttgart (Hermann Helber, Fritz Helber, Karl Meyer)         | 5:48:57 h                                          |
| 1941 | Berlin                                             | 24. August                                         | 42,195 km                                          | BTSV 1850 Berlin (Jentzsch, Knuth, Friedrich Blankenburg)                  | 8:41:14 h                                          |
| 1940 | Berlin                                             | 18. August                                         | 42,195 km                                          | VfL Potsdamer Sportfreunde (Erich Puch, Willi Trapp, Wilhelm Borns)        | 12 P (Plätze 1/8/9)                                |
| 1939 | Leipzig                                            | 30. Juli                                           | 42,195 km                                          | Reichsbahn- und Post-SG Stuttgart (Hermann Helber, Bürklein, Fritz Helber) | 9 P (Plätze 2/6/14)                                |
| 1938 | Breslau                                            | 30. Juli                                           | 42,195 km                                          | Sportfreunde Potsdam (Erich Puch, Hoppe, Trapp)                            | 23 P (Plätze 2/19/31)                              |
| 1937 | Berlin                                             | 25. Juli                                           | 42,195 km                                          | TSV 1860 München (Max Wiedemann, Wilhelm Zoller, Willi Wolfrum)            | 25 P (Plätze 3/12/14)                              |
| 1936 | Berlin                                             | 21. Juni                                           | 42,195 km                                          | Berliner SC (Paul de Bruyn, Seefeld, Bratek)                               | 14 P (Plätze 2/9/?)                                |
| 1935 | Berlin                                             | 4. August                                          | 42,195 km                                          | Post SV Stephan Breslau (Franz Barsicke, R. Barsicke, Engel)               | 21 P (Plätze 9/12/?)                               |
| 1934 | Nürnberg                                           | 28. Juli                                           | 41,085 km                                          | Polizei SV Berlin (Heinrich Brauch, Paul Gerhardt, Richard Boß)            | 8 P (Plätze 1/2/8)                                 |
| 1933 | Köln                                               | 13. August                                         | 42,195 km                                          | SV Osram Berlin (Heinrich Brauch, Richard Boß, Eduard Bräsecke)            | 6 P (Plätze 1/4/5)                                 |